# 尼爾斯·埃登

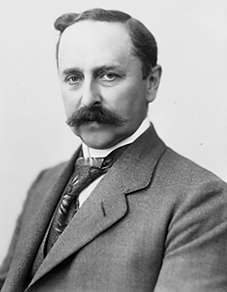
尼尔斯·埃登

尼尔斯·埃登（瑞典語：Nils Edén，1871年8月25日—1945年6月16日），是瑞典自由党政治家和历史学家。埃登曾于1917年至1920年期间出任首相，他在任内领导瑞典度过了第一次世界大战，并实现了男女平等的选举权改革。